# Крестовоздвиженская церковь (Изюм)
Крестовоздви́женская церковь — действующий православный храм города Изюм Харьковской области, основанный в 1719 году.
Адрес: город Изюм, ул. Соборная, 5.
При церкви действует воскресная школа.

## История
Крестовоздвиженская церковь в городе Изюм возведена в 1719 году на Первомайской улице на деньги прихожан.
Первая постройка была деревянной.
В ту пору у церкви хоронили погибших от сибирской язвы и чумы.
4 мая 1747 года здание храма сгорело.
Позже на деньги жителей Иакова Катрухи и Иакова Онищенко построена новая деревянная церковь, которую освятили в 1751 году.
Однако уже в 1752 году здание церкви стало настолько ветхим, что на средства Федора Краснокутского построили новый деревянный храм.
В 1821 году построили новое каменное здание церкви, которое сохранилось до наших дней.
Во время Великой Отечественной войны колокольню разрушили, а в 1950 году при строительстве автотрассы её снесли.
Во времена СССР в церкви работал мебельный магазин.
С 2010 года при церкви действует воскресная школа.
В 2013 году в храме ведутся работы по реставрации настенных росписей, сделанных художниками из школы В. М. Васнецова.
Есть мнение, что изображение архангела Гавриила написал сам Васнецов[уточнить].

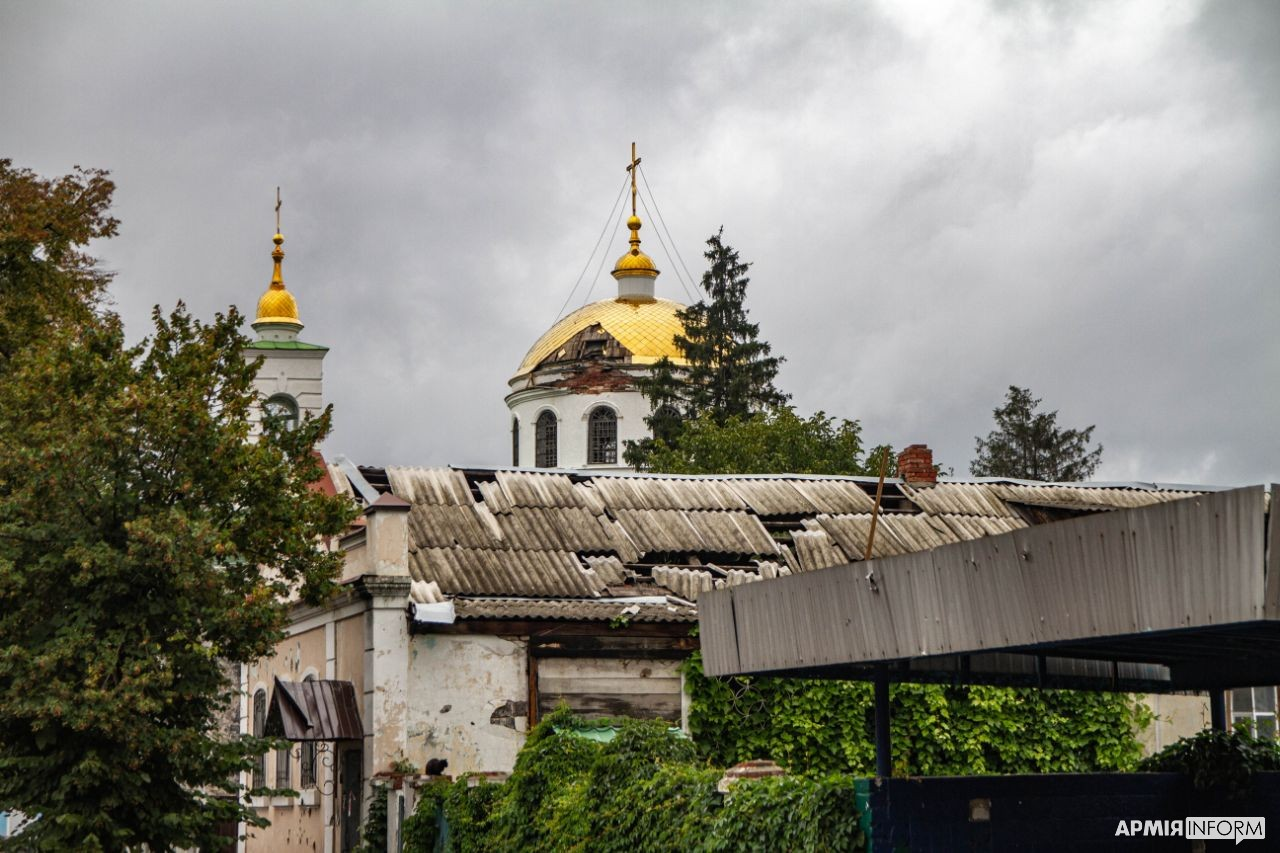
После боёв за Изюм

Церковь была повреждена обстрелами в марте 2022 года.

## Архитектура
Церковь основана в стиле классицизм.
В 19-м веке к храму достроили боковые приделы, где в западном находился двухколонный портик тосканского ордера, а с восточной — алтарь.
Стены церкви раскрашены маслом.